# Goodmayes
Goodmayes es un barrio ubicado en el Municipio de Redbridge, noreste de Londres, Inglaterra. Está situado aproximadamente a tres millas al oeste de Romford y a dos millas al este de Ilford. Históricamente parte de Essex, Goodmayes perteneció al municipio de Ilford hasta 1965, cuando se incorporó al Gran Londres.